# Éléonore d'Anjou
Pour les articles homonymes, voir Éléonore.
Éléonore d'Anjou ou de Naples, ou de Sicile (Naples, août 1289 † Nicolosi, 9 août 1341 ), fut reine de Sicile de 1302 à 1337, fille de Charles II d'Anjou, roi de Naples, et de Marie de Hongrie, et l'épouse de Philippe de Toucy (it) puis de Frédéric II, roi de Sicile.

## Origine
Dixième enfant du roi de Naples et roi titulaire de Sicile, comte d'Anjou et du Maine, comte de Provence et Forcalquier, prince de Tarente, roi d'Albanie, prince d'Achaïe et roi titulaire de Jérusalem, Charles II et de Marie de Hongrie, troisième fille du roi Étienne V et de sa femme, Elisabeth des Koumans. Elle avait pour frères, entre autres, Robert duc de Calabre et saint Louis de Toulouse.

## Biographie
En 1299, à l'âge d'environ 10 ans, Éléonore fut donnée en mariage à Philippe de Toucy (vers 1290 † après 1300), futur prince titulaire d'Antioche (titre hérité de sa mère, Lucie d'Antioche) et futur seigneur de Terza (hérité de son père, Narjot de Toucy). Le mariage fut annulé par la bulle du pape Boniface VIII, le 17 janvier 1300 en raison du trop jeune âge des époux mais également pour consanguinité et parce que célébré sans dispense papale.
A l'été 1302, après la tentative inutile de Charles de Valois, commandant des troupes angevines du royaume de Naples, pour conquérir la Sicile par les armes, celui-ci, le père d'Éléonore, Charles II et le pape Boniface VIII, proposèrent au roi de Sicile, Frédéric II d'Aragon, d'épouser la jeune princesse. Un compromis fut trouvé, qui prévoyait que Frédéric maintiendrait sa position en Sicile avec le titre de roi de Trinacrie (le titre de roi de Sicile ne pouvant être porté que par le roi de Naples) jusqu'à sa mort, après quoi l'île serait repassée aux Anjou. Cet accord mit un terme à la guerre des Vêpres siciliennes, avec la paix de Caltabellotta, le 31 août 1302. Le traité de paix divisait le vieux royaume de Sicile en une partie insulaire et une partie péninsulaire. L'île, appelée le royaume de Trinacrie, alla à Frédéric, qui l'avait gouvernée, et le Mezzogiorno, appelé royaume de Sicile à l'époque et royaume de Naples par les historiens actuels, alla à Charles II, qui l'avait gouverné. Cette paix était donc la reconnaissance formelle d'un status quo inconfortable. 
En mai 1303, le mariage fut célébré à Messine entre Éléonore et Frédéric, fils du roi Pierre III le Grand et Constance de Sicile, fille du roi Manfred (fils naturel de l'empereur Frédéric II de Souabe) et de Béatrice de Savoie mais selon les adeptes du Chronicon de Guillaume de Nangis, le mariage aurait déjà été célébré en 1302.
Frédéric II offrit à sa femme la "Chambre de la Reine", c'est-à-dire une véritable dot gérée par un gouverneur et mise à disposition de la reine, formée des territoires des villes de Paternò, Syracuse, Lentini, Avola, Mineo, Vizzini, Castiglione, Francavilla et l'île de Pantelleria. Ce système perdura jusqu'en 1537.
En 1329, pour remercier la Vierge d'avoir protégé l'île contre une éruption de l'Etna, elle fit construire à Catane une grande église dédiée à Saint François de l'Immaculée. 
En 1343, restée veuve, la reine s'installa à Messine, accompagnée du chevalier Antonino Natoli, avant de se retirer définitivement sur ses terres, avec une préférence pour les environs de Belpasso, au pied de l'Etna, où l'on trouve aujourd'hui encore la Citerne de la Reine, dont la tradition veut qu'elle soit l'édificatrice.
Elle mourut le 9 août 1343 au couvent de San Nicola l'Arena, près de Nicolosi. Sa dépouille fut ensuite transportée à Catane dans l'église Saint-François, où une plaque la rappelle.

## Mariages et descendance
Elle épousa Frédéric II de Sicile le 17 mai 1303. Le couple a neuf enfants : 
- Pierre (1304-1342), roi de Sicile ;
- Roger (né 1305, mort jeune) ;
- Manfred (1306-1317), duc d'Athènes et de Néopatrie ;
- Constance (1303-1344), épouse de Henri II de Lusignan (1271-1324), roi de Chypre puis de Léon V, roi d'Arménie ;
- Élisabeth (1310-1349), épouse de Étienne II, duc de Bavière ;
- Guillaume (1312-1338), prince de Tarente et duc d'Athènes et de Néopatrie ;
- Jean (1317-1348), duc de Randazzo, d'Athènes et de Néopatrie et régent de Sicile pendant la minorité de Louis Ier (1338-1348) ;
- Catherine (1320-1342), abbesse de Sainte-Claire de Messine ;
- Marguerite (1331-1377), épouse de Rodolphe II du Palatinat, comte palatin du Rhin.